# Garoupa-de-bossa
A garoupa-de-bossa (Cromileptes altivelis) é uma espécie de peixe da família Serranidae.
Pode ser encontrada nos seguintes países: Austrália, China, Guam, Hong Kong, Índia, Indonésia, Japão, Quénia, Malásia, Nova Caledónia, Marianas Setentrionais, Papua-Nova Guiné, Filipinas, Pitcairn, Singapura, Taiwan, Tailândia, Vietname, possivelmente Moçambique e possivelmente em Vanuatu.
Os seus habitats naturais são: recifes de coral e lagoas costeiras de água salgada.
Está ameaçada por perda de habitat.